# Starîi Bilous, Cernihiv
Starîi Bilous (în ucraineană Старий Білоус) este o comună în raionul Cernihiv, regiunea Cernihiv, Ucraina, formată numai din satul de reședință.

## Demografie
Componența lingvistică a comunei Starîi Bilous
     Ucraineană (92,01%)
     Rusă (7,11%)
     Alte limbi (0,64%)
Conform recensământului din 2001, majoritatea populației comunei Starîi Bilous era vorbitoare de ucraineană (92,01%), existând în minoritate și vorbitori de rusă (7,11%).